# Horst Karsten
Horst Karsten (n. 1 ianuarie 1936, Elsfleth, Free State of Oldenburg⁠(d), Germania Nazistă) este un călăreț ce a reprezentat Germania, medaliat olimpic. A participat la 3 ediții ale Jocurilor Olimpice (1964, 1968, 1972) în care a câștigat două medalii de bronz.